# Morrisville (Vermont)
Morrisville – wieś w Stanach Zjednoczonych, w stanie Vermont, w hrabstwie Lamoille.